# Trachymyrmex guianensis
Trachymyrmex guianensis är en myrart som beskrevs av Weber 1937. Trachymyrmex guianensis ingår i släktet Trachymyrmex och familjen myror. Inga underarter finns listade i Catalogue of Life.